# Sydney Film Festival

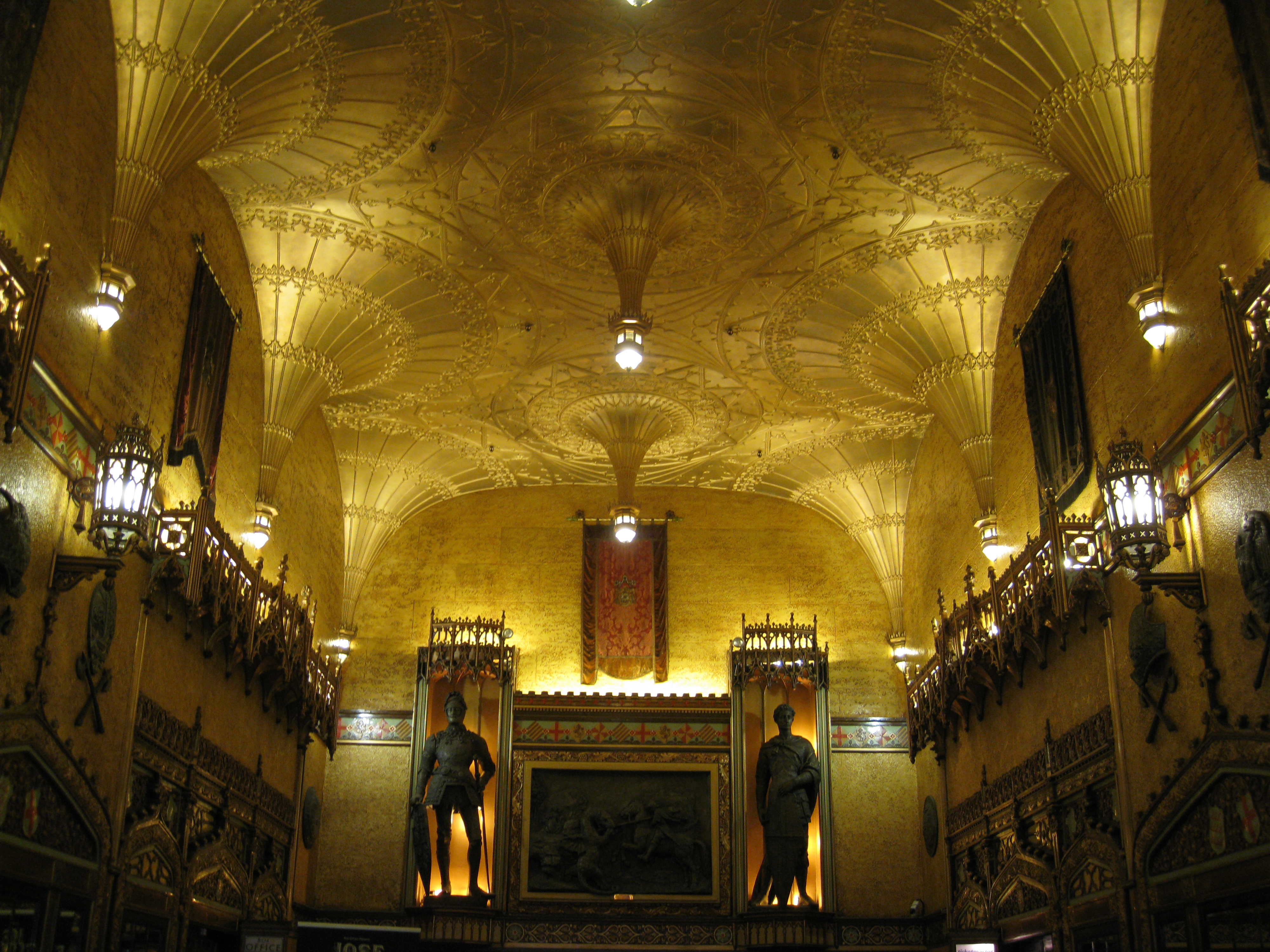
Foyer der Festivalspielstätte State Theatre

Das Sydney Film Festival wurde 1954 gegründet und ist als internationales Filmfestival beim Filmproduzentenverband FIAPF akkreditiert. Das Festival findet alljährlich im Juni für zwei Wochen in Sydney statt.
Das erste Festival wurde am 11. Juni 1954 eröffnet, dauerte vier Tage und zog 1.200 Zuschauer an. Bis 1968 war die University of Sydney der Veranstaltungsort, dann fand das Festival im Wintergarden von Rose Bay (New South Wales) statt, um schließlich 1974 ins State Theatre im Stadtzentrum von Sydney zu übersiedeln.
Seit 2008 findet im Rahmen des Sydney Film Festivals ein internationaler Wettbewerb statt. Daneben werden weitere Filmpreise vergeben: ein Publikumspreis und die Dendy Awards für australische Kurzfilme mit einem Preisgeld von jeweils AUD 3.000,-.